# Che cosa ci siamo fatti (singolo)
Che cosa ci siamo fatti è un singolo del cantautore italiano Briga pubblicato il 18 maggio 2018 come primo estratto dall'album omonimo.

## Video musicale
Il videoclip è stato pubblicato il 21 maggio 2018 sul canale YouTube della Honiro e mostra il cantante quasi sempre girare per strada di notte, eccetto per alcune scene.

## Tracce
1. Che cosa ci siamo fatti – 3:55

## Classifiche
| Classifica (2018) | Posizione massima |
| ----------------- | ----------------- |
| Italia            | 44                |